# Andon
Andon (Andone in italiano desueto e occitano) è un comune francese di 570 abitanti situato nel dipartimento delle Alpi Marittime della regione della Provenza-Alpi-Costa Azzurra.

## Società

### Evoluzione demografica
Abitanti censiti

## Galleria d'immagini

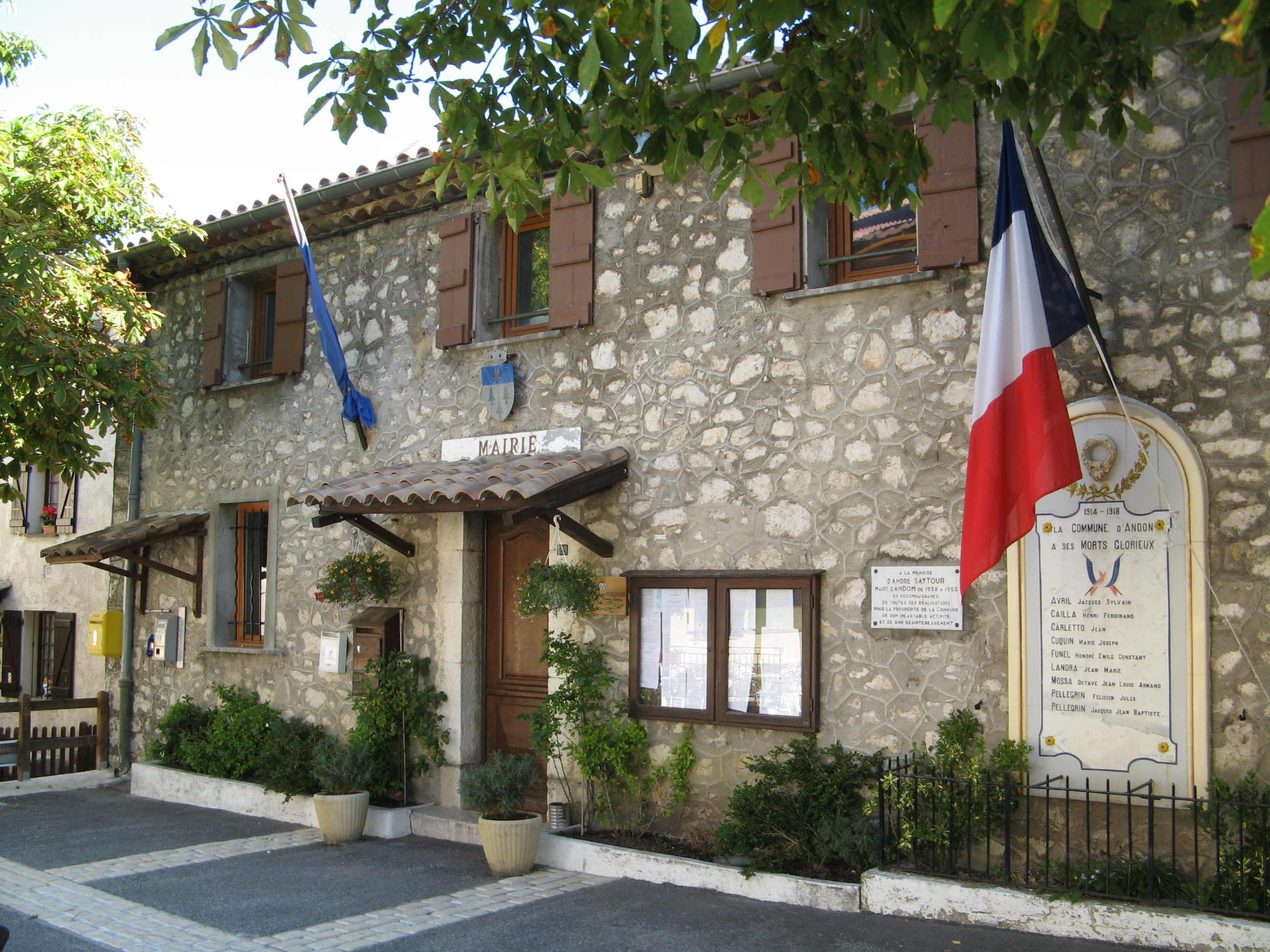
municipio
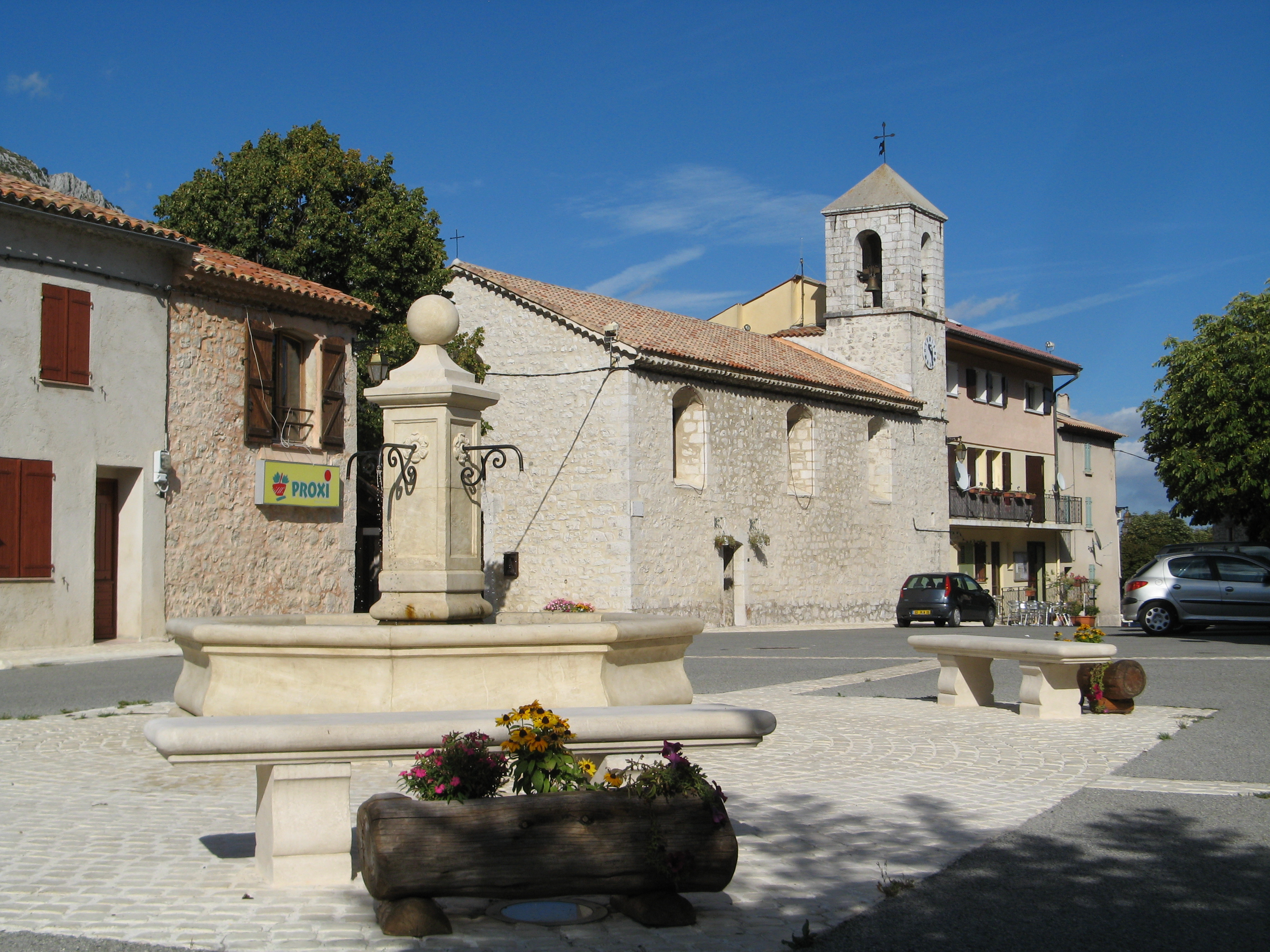
piazza e chiesa